# Nacela

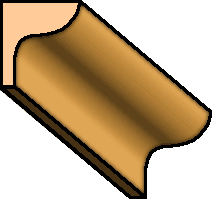
Nacela

La nacela (del francés nacelle y ésta del latín navicella, 'nave pequeña') es una moldura que arranca vertical y cóncava para desarrollarse después en un cuarto de cilindro convexo. También se podría definir por su perfil en una especie de S, con dos arcos de circunferencia de diferente radio que concurren en un punto común de tangencia. A veces se la identifica erróneamente con la moldura en caveto.